# San Ysidro (okrug Sandoval, Novi Meksiko)

San Ysidro je selo u okrugu Sandovalu u američkoj saveznoj državi Novom Meksiku. Prema popisu stanovništva SAD 2000. ovdje je živjelo 238 stanovnika. Dio je metropolitanskog statističkog područja Albuquerquea.

## Zemljopis
Nalazi se na 35°33′12″N 106°46′14″W / 35.55333°N 106.77056°W (35.553457, -106.770566). Prema Uredu SAD-a za popis stanovništva, zauzima 6,1 km2 površine, sve suhozemne.

## Stanovništvo
Prema podatcima popisa 2000. u San Ysidru bilo je 238 stanovnika, 86 kućanstava i 63 obitelji, a stanovništvo po rasi bili su 30,67% bijelci, 0,84% afroamerikanci, 7,56% Indijanci, 53,78% ostalih rasa, 7,14% dviju ili više rasa. Hispanoamerikanaca i Latinoamerikanaca svih rasa bilo je 71,85%.

## Vanjske poveznice
- Selo San Ysidro  Arhivirana inačica izvorne stranice od 11. siječnja 2005. (Wayback Machine)